# Дузаґрама
Дузаґрама (груз. დუზაგრამა) — село в Грузії.
За даними перепису населення 2014 року в селі проживає 621 особа.